# Potarite
La potarite è un minerale scoperto nel 1925 nei pressi delle cascate di Kaietur sul fiume Potaro in Guyana. Il nome deriva dalla località di origine. È un amalgama di palladio.
Il minerale è stato sintetizzato sia mediante una reazione di spostamento del palladio da una soluzione di Pd(No3)2 da parte del mercurio che per sintesi diretta scaldando in un tubo sigillato per 12 ore a 400 °C una miscela dei due metalli.

## Morfologia
La potarite è stata trovata sotto forma di grani e petite dall'aspetto fibroso.

## Origine e giacitura
La potarite è stata scoperta fra i minerali residui del lavaggio dei diamanti.